# Microporella appendiculata
Microporella appendiculata är en mossdjursart som först beskrevs av Heller 1867.  Microporella appendiculata ingår i släktet Microporella och familjen Microporellidae. Inga underarter finns listade i Catalogue of Life.